# Isael da Silva Barbosa
Isael da Silva Barbosa, noto semplicemente come Isael (San Paolo, 13 maggio 1988), è un calciatore brasiliano, centrocampista dell'Hajer.

## Palmarès

### Club

#### Competizioni statali
- Campionato Pernambucano: 1

Sport Recife: 2010

#### Competizioni nazionali
- Coppa del Kazakistan: 3

Qaýrat: 2014, 2015, 2017
- Supercoppa del Kazakistan: 2

Qaýrat: 2016, 2017
- Campionato ungherese: 2

Ferencváros: 2019-2020, 2020-2021